# Pavlo Hurkovskyj
Pavlo Mykolajovytj Hurkovskyj (på ukrainsk: Павло Миколайович Гурковський) (født 13. november 1960 i Kherson) er en ukrainsk tidligere roer.

## Rokarriere
Hurkovskyj, som roede for Dynamo Kherson, men roede internationalt i en otter sammensat af roere fra flere klubber fra hele Sovjetunionen. Hans første store resultat kom i 1985, da han var med til at blive verdensmester i denne bådtype, mens han var med i den sovjetiske båd, der vandt VM-sølv året efter.
Han var igen med i båden til OL 1988 i Seoul sammen med Viktor Omeljanovitj, Vasilij Tikhonov, Venjamin But, Andrej Vasiljev, Mykola Komarov, Viktor Diduk, Aleksandr Dumtjev og styrmand Aleksandr Lukjanov. Den sovjetiske båd vandt sit indledende heat, mens Vesttyskland lidt overraskende vandt det andet. Begge gik i finalen, hvor vesttyskerne lagde bedst fra start, og de beholdt føringen til mål og sikrede sig dermed guldet. Kampen om sølvet blev knivskarp og endte med afgørelse på målfoto, hvoraf det fremgik, at Sovjetunionen var 0,25 sekund foran USA og dermed fik sølv, mens amerikanerne måtte nøjes med bronze.

## OL-medaljer
- 1988:  Sølv i otter